# Schopfloch, Ansbach
Schopfloch là một đô thị ở huyện Ansbach bang Bayern nước Đức. Đô thị Schopfloch, Ansbach có diện tích 15,34 km², dân số thời điểm ngày 31 tháng 12 năm 2006 là 2918 người.